# Платформизъм
Платформизъм – организационно направление в рамките на анархическото движение, първоначално предложено от анархокомунистите Пьотр Аршинов и Нестор Махно. На базата на своя опит от Руската революция 1917 – 1921, те представят във вестник „Дело Труда“ концепцията за Всеобщ съюз на анархисти. Самият проект носи заглавието „Организационна платформа на Всеобщ съюз на анархисти“ („Организационная платформа всеобщего союза анархистов (проект)“).
Платформата е обобщение на причините за поражението на анархистите и победата на болшевиките в Гражданската война. Публикуването ѝ предизвиква широк отзвук сред анархистите по света – както одобрение, така и рязка критика.

## История
Организационната платформа на Всеобщия съюз на анархистите е издадена през 1926 г. Представлява анализ на основните анархокомунистически принципи, визия за бъдещето анархическо общество, а също така препоръки за структуриране на анархическа организация.
През 1929 година на страниците на вестника „Дела труда“ Аршинов публикува статията „Новое в анархизме“, в която разяснява някои положения в Платформата.

## Принципи
| „ | Основните организационни начала на Всеобщия съюз на анархистите са следните: 1) Единство на идеологията. Идеологията е сила, направляваща дейността на отделните лица и отделните организации по определен път и към определена цел. Естествено е тя да бъде обща за всички лица и организации влизащи в общия съюз. Дейността на общия анархистки съюз трябва постоянно да бъде в тясна връзка с изповядваните от него идеологически начала. 2) Единство на тактиката или колективен метод на действие. Тактическите методи, прилагани от отделните членове или групи в съюза, също трябва да бъдат общи, да бъдат строго съгласувани както помежду си, така и с общата идеология и тактика на съюза. Общата и единна тактическа линия в движението има решаващо значение за живота на организацията и цялото движение: тя освобождава движението от задушаващото го тресавище на множеството взаимно унищожаващи се тактики и групира всичките му сили в едно определено направление водещо към определена цел. 3) Колективна отговорност. В редиците на анархисткото движение решително трябва да се осъди и отхвърли тактиката на действието на лична отговорност. Сферите на революционния и социално-политическия живот са преди всичко дълбоко колективни по същество. Революционната обществена дейност в тези сфери не може да се основава на личната отговорност на отделните дейци. Изпълнителният орган на общото анархистко движение – анархисткият съюз – решително изправящ се срещу тактиката на безотговорния индивидуализъм, въвежда в своите редици принципа на колективната отговорност: за революционно-политическата дейност на всеки член от съюза отговаря целият съюз и обратно – за революционно-политическата дейност на целия съюз отговора всеки един негов член. 4) Федерализъм. Анархизмът винаги е отричал централизираната организация, както в сферата на социалния живот на масите, така и в сферата на собствената си политическа дейност. Системата на централизацията се крепи на убиването у всяка личност на духа за критика, инициатива, независимост и на сляпото подчинение на широките маси на „центъра“. Естествен и неизбежен резултат от тази система е поробването и механизирането на обществения и партиен живот. Срещу централизма анархизмът винаги е издигал и отстоявал принципа на федерализма, в който се съчетават независимостта на личността или организацията, тяхната инициатива и работа за общото дело. Съчетавайки идеята за независимостта и пълноправието на отделната личност с работата за обществените потребности и инстинкти, федерализмът по този начин отваря врати пред пълното изявяване на силите на отделната личност. | “ |

## Съвременни платформистки организации
Workers Solidarity Movement в Ирландия, North Eastern Federation of Anarchist Communists (NEFAC, or Fédération des Communistes Libertaires du Nord-Est) в САЩ, Union Communiste Libertaire в Квебек, Common Cause в Онтарио, Organización Comunista Libertaria (OCL) в Чили, Federation of Anarchists of Greece (OAE) в Гърция, Anarchist Communist Initiative (AKI) в Турция, Organizacion Socialista Libertaria (OSL) в Аржентина, Federazione dei Comunisti Anarchici (FdCA) в Италия, Coletivo pró Organização Anarquista em Goiás в Бразилия, Grupo Qhispikay Llaqta в Перу, Libertarian Communist Organization (France) във Франция, Alianza de los Comunistas Libertarios (ACL) в Мексико, Melbourne Anarchist Communist Group (MACG) and Sydney Anarchist Communist Trajectory (SACT) в Австралия, Liberty and Solidarity във Великобритания, Zabalaza Anarchist Communist Federation (ZACF) в ЮАР и Революционна конфедерация на анархосиндикалистите „Нестор Махно“ (РКАС), първоначално основана в Украйна.

## Критика
Платформата предизвиква рязка критика сред редица видни анархисти от онова време, като например Всеволод Волин, Ерико Малатеста, Луиджи Фабри, Камило Бернери, Макс Нетлау, Александър Беркман , Ема Голдман и Григорий Максимов. Така Малатеста обвинява платформистите в авторитаризъм и в подмяна на идеите, но по-късно се съгласява с концепцията, макар да е смутен от формата ѝ на изложение.
Като алтернатива на платформизма Волин и Себастиен Фор (Sébastien Faure) предлагат идеята за „синтезиран анархизъм“.
През април 1927 група анархисти публикува пространна критика на Платформата.